# Villeneuve-Tolosane
Villeneuve-Tolosane is een gemeente in het Franse departement Haute-Garonne (regio Occitanie). De plaats maakt deel uit van het arrondissement Toulouse. Villeneuve-Tolosane telde op 1 januari 2022 10.704 inwoners.
Aanvankelijk heette de plaats Villeneuve de Cugnaux en ze maakte deel uit van de parochie van Cugnaux. Vanaf de jaren 1960 is de bevolking sterk gegroeid en is de gemeente verstedelijkt.

## Geografie
De oppervlakte van Villeneuve-Tolosane bedroeg op 1 januari 2022 5,08 vierkante kilometer; de bevolkingsdichtheid was toen 2.107,1 inwoners per km².

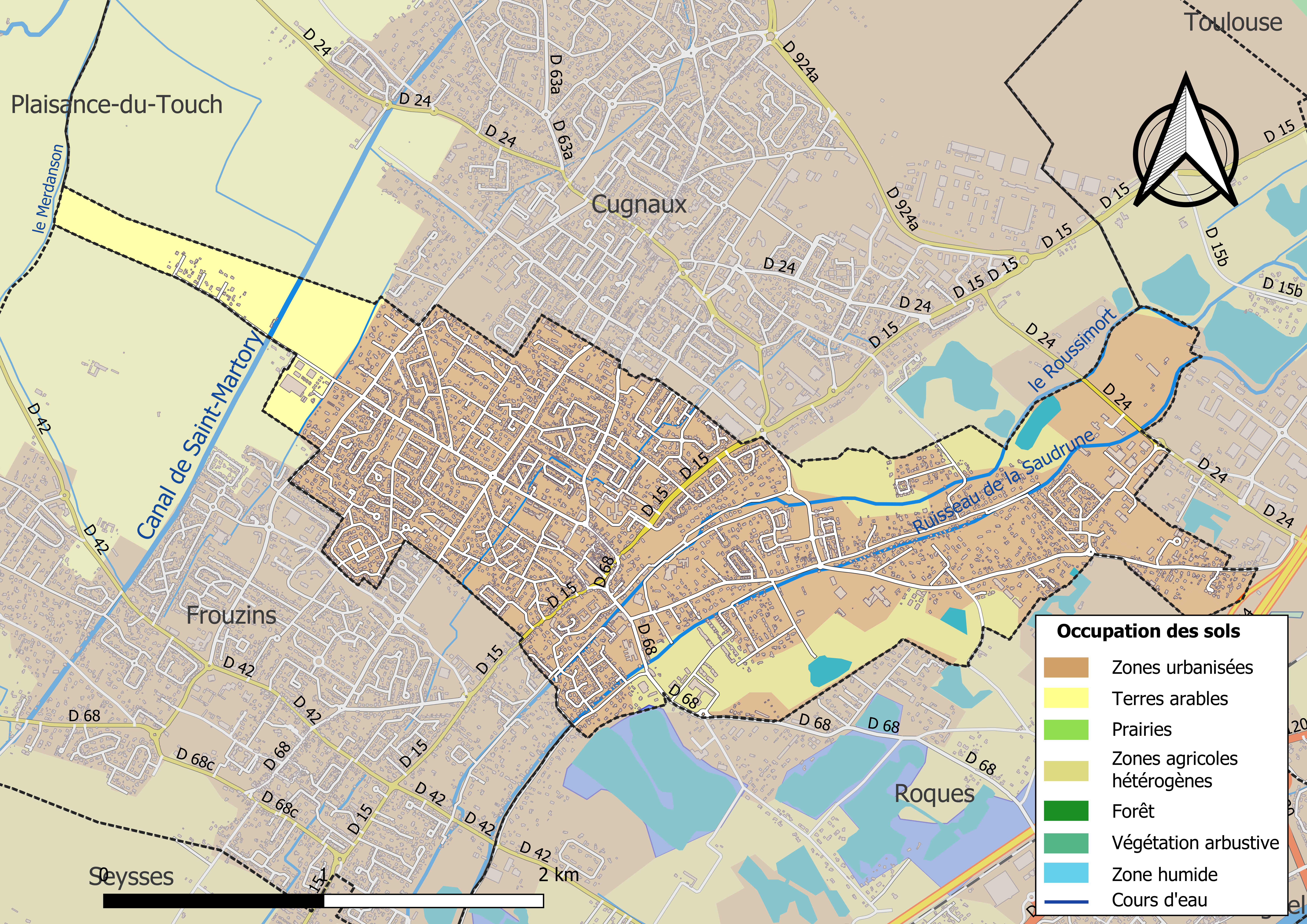
Kaart van de gemeente met belangrijkste infrastructuur, bodemgebruik en omliggende gemeenten

## Demografie
Onderstaande figuur toont het verloop van het inwonertal (bron: INSEE-tellingen).